# Amico (casa discografica)
La Amico fu una casa discografica italiana attiva dal 1968 fino alla prima metà degli anni '70.

## Storia
La Amico venne fondata nel 1968 da Don Backy, Detto Mariano e Mario Moletti, fuoriusciti dal Clan Celentano per le vicende legate al Festival di Sanremo ed alla firma della canzone Casa bianca, che Don Backy non poteva firmare in quanto già autore di una canzone presentata quell'anno al festival (il regolamento vietava questa operazione), intitolata Canzone. Per superare questo ostacolo il Clan gli impone di far cofirmare Casa Bianca da un altro musicista, Eligio La Valle, ma Don Backy rifiuta, e così la casa discografica gli impedisce di partecipare come cantante al Sanremo: il cantante toscano rompe quindi il contratto.
Don Backy prontamente fonda una sua casa discografica (con l'aiuto di Elio Borroni, contitolare delle edizioni musicali El & Chris) chiamandola ironicamente Amico (con palese riferimento a Celentano, ma anche ad un successo del cantautore toscano), facendo uscire un 45 giri con Canzone e sul lato B Casa bianca: il Clan pubblica un altro 45 giri con la versione di Canzone che Don Backy aveva inciso in precedenza, e tutto ciò, unito al 45 giri cantato da Milva e a quello di Celentano, fa sì che nello stesso periodo ci siano ben 4 dischi con la stessa canzone, con il risultato di ammazzarne le vendite (che, pur alte, avrebbero potuto essere maggiori).
Il disco più venduto risulta essere quello inciso dalla nuova casa discografica: Don Backy e Detto Mariano, per poter coprire il mercato si sono dovuti affidare alla distribuzione di un'altra etichetta, la Det della famiglia Campi (che viene infatti ringraziata nella copertina del disco), che è anche proprietaria del settimanale TV Sorrisi e Canzoni (cosa senza dubbio utile dal punto di vista pubblicitario).
La sede dell'Amico viene stabilita a Milano, in corso Europa 12.
Inizialmente i primi dischi stampati sono quelli del toscano, ma in breve l'etichetta Amico mette sotto contratto altri artisti, fra i più noti da ricordare Piero Ciampi, Sergio Bruni e il Duo di Piadena.
Don Backy abbandona l'Amico dopo due anni, per passare alla CGD per via di alcuni dissidi con Detto Mariano e con la famiglia Campi, la quale cederà l'etichetta alla RCA Italiana, che ne farà una sua sussidiaria.

## Dischi
La datazione qui riportata si basa sull'etichetta del disco o sulla copertina; qualora nessuno di questi elementi abbia una datazione, è basata sulla numerazione del catalogo; talora è, infine, basata sul codice della matrice di stampa. Se esistenti, sono riportati, oltre all'anno, il mese e il giorno (quest'ultimo dato si trova, a volte, stampato sul vinile).

### 33 giri
| Numero di catalogo | Anno          | Interprete                                                      | Titoli                                           |
| ------------------ | ------------- | --------------------------------------------------------------- | ------------------------------------------------ |
| DB 7001            | 1969          | Don Backy                                                       | Le quattro stagioni di Don Backy                 |
| ZMKF 55031         | 1970          | Duo di Piadena                                                  | I canti del Po vol. 1                            |
| ZSKF 55032         | 1970          | Duo di Piadena                                                  | I canti del Po vol. 2                            |
| ZMKF 55033         | 1970          | Caterina Bueno                                                  | In giro per la Toscana                           |
| ZMKF 55035         | 1970          | Francesco Cubeddu                                               | Sardegna                                         |
| ZSKF 55036         | 1970          | Riccardo Marasco                                                | Sulle rive dell'Arno                             |
| ZSKF 55037         | 1970          | Don Backy                                                       | Le più belle canzoni di Don Backy                |
| ZSKF 55038         | 1971          | Matteo Salvatore e Adriana Doriani                              | Le mie Puglie - Padrone mio ti voglio arricchire |
| ZSKF 55040         | 1971          | Gli Alleluia                                                    | Cantata dei giovani per la vergine Maria         |
| ZSLF 55041         | 1971          | Piero Ciampi                                                    | Piero Ciampi                                     |
| ZSLF 55042         | 1971          | Duo di Piadena                                                  | Le canzoni del grande fiume                      |
| ZSKF 55083         | 1972          | Gabriella Ferri, Otello Profazio, Laura Betti e Luisa De Santis | Gabriella, i suoi amici... e tanto folk          |
| ZSLF 55132         | 1973          | Sergio Bruni                                                    | Le Belle Canzoni Italiane                        |
| DZSLF 55133        | 1973          | Piero Ciampi                                                    | Io e te abbiamo perso la bussola                 |
| DZSLM 55139        | 1973          | Matteo Salvatore                                                | Le quattro stagioni del Gargano                  |
| ZSLF 55327         | 1973          | Hugo Oquendo                                                    | Oquendo                                          |
| ZSKF 55329         | dicembre 1973 | Sergio Bruni                                                    | La grande canzone                                |
| ZSKF 55330         | gennaio 1974  | Duo di Piadena                                                  | Le canzoni del grande fiume                      |

### 45 giri
| Numero di catalogo | Anno         | Interprete                                           | Titoli                                         |
| ------------------ | ------------ | ---------------------------------------------------- | ---------------------------------------------- |
| DB 001             | 1968         | Don Backy                                            | Canzone/Casa bianca                            |
| DB 002             | 1968         | Don Backy                                            | Samba/Sogno                                    |
| DB 003             | 1969         | Don Backy                                            | Un sorriso/Marzo                               |
| DB 004             | 1969         | Don Backy                                            | Frasi d'amore/L'arcobaleno                     |
| DB 005             | 1969         | Don Backy                                            | Ballata per un balente/Barbagia                |
| DB 006             | 1970         | Don Backy                                            | Giugno/Agosto                                  |
| ZF 50168           | 1971         | Gens                                                 | Lo schiaffo/Amo te, ami me                     |
| ZF 50218           | 1971         | Matteo Salvatore, Adriana Doriani e Patrizia Fanelli | Abbasce alla marina/Mo' ve' la pappa           |
| ZF 50219           | 1971         | Piero Ciampi                                         | Il giocatore/40 soldati 40 sorelle             |
| ZF 50224           | luglio 1972  | Alberto Tadini                                       | Silenzio e stelle/Susanna B.                   |
| ZF 50231           | ottobre 1972 | Duo di Piadena                                       | I crauti/Storia di una mula                    |
| ZF 50252           | 1972         | Ada Mori                                             | L'amore viene, l'amore va/Interludio           |
| ZF 50272           | 1972         | Gens                                                 | Piccolo grande amore/Ti perdono                |
| ZF 50274           | 1973         | Sergio Bruni                                         | Tammurriata nera/Palcoscenico                  |
| ZF 50276           | 1973         | Piero Ciampi                                         | Io e te, Maria/Te lo faccio vedere chi sono io |
| ZF 50277           | 1973         | Ada Mori                                             | Mare, mare, mare, mare/Torno bambina           |